# 市瀬 (北九州市)
市瀬（いちのせ）は福岡県北九州市八幡西区の地名。市瀬一丁目から三丁目の町がある。住居表示実施済み。郵便番号は806-0063。

## 地理
八幡西区の中部東側に位置し、北に別当町、北東に京良城町、東に大字市瀬、南に大字上上津役，上上津役、南西に上の原、西に割子川と接する。

### 河川
- 二級河川 割子川

### 湖沼
- 陣屋上池
- 陣屋下池

## 地域の特徴
町域の北縁を東西に北九州高速4号線の黒崎出入口のランプが走り、本線が町域を南北に縦貫する。西縁に沿って長崎街道が南北に走る。また町域の東端から割子川が西流し、町域を横断する。三丁目は谷あいを東側に細長くのびた形となっている。西側の北側（陣屋上池・下池および南部）は山林となっている。その他は住宅地。一丁目に八幡上津役郵便局、二丁目に市瀬公民館，日蓮宗寿量寺がある。

## 歴史
陣屋上池・下池付近には大字市瀬の字、三軒屋があった。

### 沿革
- 1985年（昭和60年）6月1日 - 市瀬一丁目 - 三丁目新設[4][5]。

### 町名の変遷
| 実施内容          | 実施年月日               | 実施後     | 実施前                                       |
| ----------------- | ------------------------ | ---------- | -------------------------------------------- |
| 町名新設 住居表示 | 1985年（昭和60年）6月1日 | 市瀬一丁目 | 大字市瀬，大字上上津役，大字下上津役の各一部 |
| 町名新設 住居表示 | 1985年（昭和60年）6月1日 | 市瀬二丁目 | 大字市瀬，大字上上津役の各一部               |
| 町名新設 住居表示 | 1985年（昭和60年）6月1日 | 市瀬三丁目 | 大字市瀬の一部                               |

## 世帯数と人口
2025年（令和7年）3月31日現在（北九州市発表）の世帯数と人口は以下の通りである。
| 町         | 世帯数    | 人口    |
| ---------- | --------- | ------- |
| 市瀬一丁目 | 599世帯   | 1,295人 |
| 市瀬二丁目 | 272世帯   | 559人   |
| 市瀬三丁目 | 175世帯   | 322人   |
| 計         | 1,046世帯 | 2,176人 |

### 人口の変遷
国勢調査による人口の推移。
| 1995年（平成7年）  | 1,897人 | [ 6 ]  |  |
| 2000年（平成12年） | 2,078人 | [ 7 ]  |  |
| 2005年（平成17年） | 2,068人 | [ 8 ]  |  |
| 2010年（平成22年） | 1,951人 | [ 9 ]  |  |
| 2015年（平成27年） | 1,874人 | [ 10 ] |  |
| 2020年（令和2年）  | 2,072人 | [ 11 ] |  |

### 世帯数の変遷
国勢調査による世帯数の推移。
| 1995年（平成7年）  | 654世帯 | [ 6 ]  |  |
| 2000年（平成12年） | 768世帯 | [ 7 ]  |  |
| 2005年（平成17年） | 784世帯 | [ 8 ]  |  |
| 2010年（平成22年） | 783世帯 | [ 9 ]  |  |
| 2015年（平成27年） | 814世帯 | [ 10 ] |  |
| 2020年（令和2年）  | 885世帯 | [ 11 ] |  |

## 学区
市立小・中学校に通う場合、学区は以下の通りとなる。
| 町         | 街区 | 小学校                 | 中学校                 |
| ---------- | ---- | ---------------------- | ---------------------- |
| 市瀬一丁目 | 全域 | 北九州市立上津役小学校 | 北九州市立上津役中学校 |
| 市瀬二丁目 | 全域 | 北九州市立上津役小学校 | 北九州市立上津役中学校 |
| 市瀬三丁目 | 全域 | 北九州市立上津役小学校 | 北九州市立上津役中学校 |

## 交通

### 道路
- 北九州高速4号線 黒崎出入口

## 施設

### 公共施設
- 市瀬公民館

### 金融機関
- 八幡上津役郵便局

### 寺社
- 日蓮宗寿量寺

### 公園
- 市瀬公園
- 市瀬東公園